# Yuji Hirayama
Yuji Hirayama –en japonés, 平山ユージ, Hirayama Yuji– (Tokio, 23 de febrero de 1969) es un deportista japonés que compitió en escalada, especialista en la prueba de dificultad. Ganó tres medallas en el Campeonato Mundial de Escalada entre los años 1991 y 1999.

## Palmarés internacional
| Campeonato Mundial | Campeonato Mundial       | Campeonato Mundial | Campeonato Mundial |
| Año                | Lugar                    | Medalla            | Prueba             |
| ------------------ | ------------------------ | ------------------ | ------------------ |
| 1991               | Fráncfort (Alemania)     | Medalla de plata   | Dificultad         |
| 1993               | Innsbruck (Austria)      | Medalla de bronce  | Dificultad         |
| 1999               | Birmingham (Reino Unido) | Medalla de plata   | Dificultad         |